# Matej Hrovat
Matej Hrovat, slovenski inženir računalništva in skladatelj, * 1974.
Klavir se je učil v okviru glasbenega šolstva nižje stopnje pri prof. Darinki Bernetič, sicer pa je leta 2000 diplomiral na ljubljanski Fakulteti za računalništvo in informatiko. Diplomiral je s prototipom programa za prepoznavanje notnega zapisa, zaposlen pa je kot razvijalec programske opreme.
Ustvarja predvsem komorno in elektronsko glasbo za film in gledališče.